# 奧西寧 (紐約州)
奧西寧（英語：Ossining）是一個位於美國紐約州西徹斯特縣的鎮。

## 人口
根據2020年美國人口普查的數據，奧西寧的面積為40.76平方千米，當中陸地面積為29.99平方千米，而水域面積為10.77平方千米。當地共有人口40041人，而人口密度為每平方千米982人。